# Логроньес (футбольный клуб, 2009)
«Логронье́с» (исп. UD Logroñés) — испанский футбольный клуб из города Логроньо, в провинции и автономном сообществе Риоха. Клуб основан в 2009 году, взамен прекратившего существование в тот же год оригинального «Логроньеса». Домашние матчи проводит на стадионе «Лас Гаунас», вмещающем 16 000 зрителей. Сразу после создания клуб приобрёл у команды «Вареа» право на выступление в Сегунде B. В Примере команда никогда не выступала, лучшим результатом является получение места в Сегунде после повышения в классе в сезоне 2019/20.

## Сезоны по дивизионам
- Сегунда B — 7 сезонов